# Медведково (Кимрский район)
Медведково — деревня в Кимрском районе Тверской области. Входит в состав Устиновского сельского поселения.

## География
Находится в юго-восточной части Тверской области на расстоянии приблизительно 17 км на север по прямой от районного центра города Кимры в левобережной части района.

## История
Известна была с 1628 года как помещичья деревня с несколькими дворами. В 1780—х годах 8 дворов, в 1806 — 4. В 1859 году здесь (деревня Корчевского уезда Тверской губернии) было учтено 6 дворов, в 1887 — 15.

## Население
Численность населения: 38 человек (1780-е годы), 13 (1806), 57 (1859 год), 75(1887), 2 (русские 100 %) 2002 году, 1 в 2010.